# Гилянская (порода кур)
Гилянская — очень крупная порода кур, которая считается одной из самых старых пород кур, сохранившихся на территории России. Гилянскую породу кур упоминает Г. Н. Теплов в 1774 году в книге «Птичий двор». Первый стандарт породы представлен в «Альбоме хозяйственных пород домашней птицы». На то, что данная порода возникла задолго до появления орловской породы кур, указывают упоминание гилянских кур в книге И. К. Кондратьева «Седая Старина Москвы».
Птица эта всегда относилась к крупным мясо-яичным породам и их отличала высокая яйценоскость в зимний период времени, когда другие породы кур почти не неслись.
За внешние её сходства эту породу часто путали с орловской породой кур, однако это две совершенно разные породы, хотя у многих заводчиков и существует предположение, что именно гилянская порода кур была использована графом Орловым при создании орловской породы. Иногда гилянских кур ошибочно назвали малайскими
Но для точного подтверждения данной теории необходимы детальные генетические исследования ДНК.
В конце XIX века порода уже была утеряна. Однако совсем недавно, совершенно случайно, была обнаружена сохранившаяся популяция данной породы кур в местах её исконного ареала — Дагестане (южная область современного Дагестана, когда-то прилегала к исчезнувшему Персидскому государству, а точнее, к её провинции Гилянь, откуда порода и взяла свое название). Птицу более ста лет разводят жители Гергебильского района. На сегодняшний день группой энтузиастов был организован Клуб Любителей Гилянской породы кур в Дагестане и началась работа по восстановлению популяции и приведению её к общим параметрам.
От орловской породы гилянские куры отличаются маленькой, удлиненной головой, белой окраской плюсны и клюва. Отличительная черта гилянской породы — это высокий рост. Птицы первого года жизни достигают 65—70 см, а ко второму до 80 см и выше. Вес петухов к первому году жизни превышает 5 кг. В более старшем возрасте некоторые петухи достигают 9 кг.